# Thaïs Blume
Thaïs Blume (Barcelona, 19 de setembre de 1984) és una actriu catalana de televisió i cinema. Començà la seva carrera el 2008 amb la sèrie Sin tetas no hay paraíso, a Telecinco, on interpretà Cristina Calleja, paper que li aportà una primera notorietat. L’any 2009 debutà al cinema amb Luna caliente, dirigida per Vicente Aranda. El 2010 participà en la sèrie Valientes i en la pel·lícula 88, dirigida per Jordi Mollà. El 2011 se sumà a Hispania, la leyenda com a Gaia, personatge que reprengué el 2012 a Imperium, ambdues a Antena 3, i actuà també a Gran Reserva, emesa a La 1. El 2014 aparegué a El Príncipe i a la sèrie de TV3 39+1. El 2016 s’incorporà a Amar es para siempre, d'Antena 3, com a l’advocada Nuria, paper que mantingué fins al 2017.

## Filmografia

### Cinema
| Llargmetratges - Luna Caliente (2009) - 88 (2012) | Curtmetratges - Recuerdos a Wifly (2009) - Despierta (2013) |

### Televisió
- Sin tetas no hay paraíso (2008 - 2009)
- Valientes (2010)
- Gran Reserva (2011 - 2013)
- Hispania, la leyenda
- Imperium (2012)
- Los misterios de Laura (2014)
- El Príncipe (2014)
- 39+1 (2014)